# Циглер, Франц Вильгельм
Франц Вильгельм Циглер (нем. Franz Ziegler; 3 февраля 1803, Вархау — 1 октября 1876, Берлин) — немецкий политик и писатель.

## Биография
Был адвокатом, потом обер-бургомистром в Бранденбурге-на-Хафеле.
В 1848 году был членом франкфуртского парламента, где принадлежал к левому центру. После закрытия парламента был судим за государственную измену и отбыл несколько лет заключения в Магдебургской крепости; позже занимался преимущественно литературной деятельностью, писал повести, стихотворения и публицистические брошюры, отстаивая интересы демократии.
В 1865 году избран в прусский ландтаг, где оставался до смерти, в 1867 году — в рейхстаг Северо-Германского союза, в 1871 и 1874 годах — в германский рейхстаг. И там, и тут он принадлежал к партии прогрессистов, в рядах которых занимал место на левом, демократическом крыле; однако в 1866 году, после войны с Австрией, голосовал за индемнитет.
Пользовался большим личным уважением даже в рядах противников.
Его повести (наиболее известна «Saat und Ernte») и путевые очерки, не возвышающиеся над уровнем посредственности, в своё время читались и расходились в нескольких изданиях; собраны в «Gesammelte Novellen und Briefe aus Italien» (Берлин, 1872). Из публицистических работ имели цену: «Wie ist dem Handwerkerstande zu helfen» (Берлин, 1850) и «Zur socialen Reform des preussischen Abgabenwesens» (Берлин, 1850). Его политические речи изданы под заглав.: «Gesammelte Reden» (2 изд., Берлин, 1882). См. К. Janike, «Der Volksmann Fr. Z.» (Глогау, 1895).